# Sistema de equações diferenciais
Em situações reais sobre quantidade da vida e sua taxa de variação depende mais de uma variável. Por exemplo, a população de coelhos, embora possa ser representado por um número único, depende do tamanho das populações de predadores e a disponibilidade de alimento. Para representar e estudar esses problemas complicados, precisamos usar mais de uma variável dependente e mais de uma equação. Sistemas de equações diferenciais são as ferramentas para se usar. Tal como acontece com equações diferenciais de primeira ordem.

## Propriedades
Um sistema de {\displaystyle n} equações diferenciais de primeira ordem é um conjunto de
{\displaystyle n} equações diferenciais, com uma variável independente {\displaystyle t} e {\displaystyle n} variáveis dependentes {\displaystyle x_{1},x_{2},\ldots ,x_{n}}, que podem ser escritas da seguinte forma
{\displaystyle {\begin{aligned}&{dx_{1} \over dt}=F_{1}(x_{1},\ldots ,x_{n},x_{1}',\ldots ,x_{n}',t)\\&{dx_{2} \over dt}=F_{2}(x_{1},\ldots ,x_{n},x_{1}',\ldots ,x_{n}',t)\\&\ldots \\&{dx_{n} \over dt}=F_{n}(x_{1},\ldots ,x_{n},x_{1}',\ldots ,x_{n}',t)\end{aligned}}}
onde {\displaystyle F_{1},F_{2},\ldots ,F_{n}} são quaisquer funções de {\displaystyle (2n+1)} variáveis reais, que definem o sistema. Não será necessário considerar sistemas de equações de ordem superior a 1, devido a que se alguma das equações diferencias for de ordem superior, poderá ser escrita como um sistema de equações de primeira ordem como veremos no exemplo que se segue..
Exemplo
Escreva a equação diferencial de segunda ordem
{\displaystyle \cos x{d^{2}x \over dt^{2}}+{\frac {x}{t}}{dx \over dt}+\sin t=0}
como um sistema de equações de primeira ordem.
Podemos definir duas variáveis {\displaystyle x_{1}} e {\displaystyle x_{2}}, dependentes de {\displaystyle t}, a partir da função {\displaystyle x(t)} e da sua derivada
{\displaystyle x_{1}\equiv x\qquad x_{2}\equiv {dx \over dt}}
a primeira definição é uma simples mudança do nome da variável, mas a segunda definição é uma equação diferencial de primeira ordem. Temos também uma segunda equação diferencial - a equação dada - que em termos das variáveis definidas é
{\displaystyle \cos x_{1}{dx_{2} \over dt}+{\frac {x_{1}x_{2}}{t}}+\sin t=0}
O sistema de equações, escrito na forma padrão é
{\displaystyle {\begin{aligned}&{dx_{1} \over dt}=x_{2}\\&{dx_{2} \over dt}=-{\frac {x_{1}x_{2}}{t\cos x_{1}}}-{\frac {\sin t}{\cos x_{1}}}\qquad \end{aligned}}}
Como podemos ver, os sistemas de equações diferenciais de primeira ordem são muito importantes por incluir como casos particulares as equações diferencias de ordem superior e os sistemas delas. De fato, os métodos numéricos para resolver equações diferenciais de ordem superior baseiam-se, geralmente, na resolução de sistemas de equações de primeira ordem.
O sistema de equações pode ser escrito numa forma mais compacta, usando a notação vetorial:
{\displaystyle {d\mathbf {x}  \over dt}=\mathbf {F} {\big (}t,\mathbf {x} ,{d\mathbf {x}  \over dt}{\big )}}

onde {\displaystyle \mathbf {x} } é um vetor com {\displaystyle n} componentes, cada uma delas função de {\displaystyle t}, e {\displaystyle \mathbf {F} } é um vetor com {\displaystyle n} componentes, funções de {\displaystyle t}, {\displaystyle \mathbf {x} } e {\displaystyle \mathbf {x} '}.

## Sistemas de equações lineares
Um caso especial e importante na teoria das equações diferenciais é quando o vetor de funções {\displaystyle \mathbf {F} }, no sistema de equações acima, tem a forma:
{\displaystyle \mathbf {F} =\mathbb {A} \mathbf {x} +\mathbf {f} }
onde {\displaystyle \mathbb {A} } é uma matriz quadrada {\displaystyle n\times n} de funções que dependem unicamente de {\displaystyle t}, {\displaystyle \mathbf {f} } é um vetor com {\displaystyle n} componentes dependentes de {\displaystyle t}, e optamos por trabalhar a representação dos vetores com matrizes com uma única coluna, ficando assim bem definido o produto entre uma matriz {\displaystyle n\times n} e um vetor (à direita da matriz) de dimensão {\displaystyle n}, dando como resultado outro vetor da mesma dimensão.
O sistema de equações diferenciais lineares é o sistema:
{\displaystyle {d\mathbf {x}  \over dt}=\mathbb {A} \mathbf {x} +\mathbf {f} }
Quando os coeficientes da matriz {\displaystyle \mathbb {A} } sejam todos constantes, o sistema diz-se de coeficientes constantes; e quando o vetor {\displaystyle \mathbf {f} } seja nulo, o sistema será homogêneo.
Exemplo
Escreva o sistema de equações lineares, de coeficientes constantes,
{\displaystyle {\begin{aligned}&x_{1}'=x_{1}+x_{2}\\&x_{2}'=4x_{1}+x_{2}\end{aligned}}}
na forma vetorial.
O sistema pode ser escrito assim:
{\displaystyle \left[{\begin{array}{l}x_{1}'\\x_{2}'\end{array}}\right]=\left[{\begin{array}{ll}1&1\\4&1\end{array}}\right]\left[{\begin{array}{l}x_{1}\\x_{2}\end{array}}\right]=}
Que tem a forma da equação, com vetor {\displaystyle \mathbf {f} } nulo e matriz {\displaystyle \mathbb {A} } igual a:
{\displaystyle \mathbb {A} =\left[{\begin{array}{ll}1&1\\4&1\end{array}}\right]\qquad }

### Método de eliminação
Um método para resolver sistemas de equações diferenciais consiste em usar {\displaystyle n-1} das equações para eliminar {\displaystyle n-1} das variáveis {\displaystyle x_{i}}, na outra equação, ficando com uma equação diferencial ordinária para a função {\displaystyle x_{i}} que não foi eliminada. A melhor forma de explicar o método é através de um exemplo. Consideremos o sistema e usemos a notação  de Operador diferencial para representar as derivadas {\displaystyle x_{1}'} e {\displaystyle x_{2}'}:
{\displaystyle x_{1}'\equiv Dx_{1}\qquad x_{2}'\equiv Dx_{2}}
onde {\displaystyle D} é o operador que deriva em função do tempo a função que estiver à sua direita. O sistema de equações é reescrito então como:
{\displaystyle {\begin{aligned}&Dx_{1}&=&x_{1}+x_{2}\\&Dx_{2}&=&4x_{1}+x_{2}\end{aligned}}}
Podemos tratar os operadores {\displaystyle D} como polinômios da mesma forma que usamos polinômios de funções convencionais, assim, o sistema anterior pode ser visto como um sistema de duas equações, com duas incógnitas {\displaystyle x_{1}} e {\displaystyle x_{2}} e com coeficientes que dependem de {\displaystyle D}
{\displaystyle {\begin{aligned}&(D-1)x_{1}-x_{2}=0\\&4x_{1}+(1-D)x_{2}=0\end{aligned}}}
o sistema é, neste caso, homogêneo, mas para sistemas não homogêneos segue-se o mesmo procedimento, mantendo as funções de {\displaystyle t} nos lados direitos, sendo consideradas como coeficientes que dependem de {\displaystyle t}. Para eliminar {\displaystyle x_{2}} no sistema anterior, multiplicamos a primeira equação por {\displaystyle (1-D)}, e a somamos com a segunda equação:
{\displaystyle (1-D)(D-1)x_{1}+4x_{1}=0}
o produto {\displaystyle (1-D)(D-1)} pode ser calculado como uma multiplicação convencional de polinômios, já que quando não há funções envolvidas não há perigo de trocar a ordem das funções e dos operadores
{\displaystyle (1-D)(D-1)=-(D-1)^{2}=-D^{2}+2D-1}
onde {\displaystyle D^{2}} é a segunda derivada em relação ao tempo. 
Substituindo na equação, obtemos uma equação diferencial linear homogênea de segunda ordem
{\displaystyle -x_{1}''+2x_{1}'+3x_{1}=0}
cuja equação característica é
{\displaystyle -\alpha ^{2}+2\alpha +3=0},
logo, as raízes são {\displaystyle \alpha _{1}=3} e {\displaystyle \alpha _{2}=-1}, portanto 
{\displaystyle x_{1}(t)=C_{1}e^{3t}+C_{2}e^{-t}}.
Substituindo-se {\displaystyle x_{1}(t)} na primeira equação do sistema e isolando {\displaystyle x_{2}(t)}, obtemos
{\displaystyle x_{2}(t)=2C_{1}e^{3t}-2C_{2}e^{-t}}.
Atenção: Em exemplos mais complexos, cujos polinômios {\displaystyle D} dos sistemas de equações formam matrizes {\displaystyle n\times n} com     {\displaystyle n} >1, o número de constantes livres encontradas na resolução do sistema de equações (neste exemplo representadas por {\displaystyle C_{1}} e {\displaystyle C_{2}}) pode ser maior que o número de constantes que a resposta final deve conter. Trata-se de uma falha no método.
Nesses casos, a quantidade de constantes livres da resposta final será igual ao grau do polinômio formado pelo determinante da matriz {\displaystyle n\times n} dos polinômios {\displaystyle D}. A determinação de quais constantes são na verdade dependentes (múltiplos) de outras se dará através da substituição das funções obtidas no sistema de equações original, a fim de se determinar possíveis relações entre as constantes.
O método de eliminação consiste realmente no processo inverso, quando transformamos uma equação de ordem superior num sistema de equações de primeira ordem. Existem sistemas de equações mais complicados, nos quais o método de eliminação não é útil; realmente o processo de eliminação de variáveis é igual do que num sistema de equações algébricas, e como o leitor deverá saber existem métodos simples para resolver sistemas de equações algébricas lineares, mas não existem métodos gerais para as equações não lineares. Inclusivamente no caso de sistemas lineares, quando o número de variáveis for elevado, a eliminação das variáveis pode tornar-se complicada; alguns dos métodos usados no caso de equações algébricas lineares, por exemplo a regra de Cramer, introduzem divisão por operadores que implicam ter que calcular o inverso de um operador diferencial, que não é uma tarefa fácil.

## Método matricial
O método matricial é útil para resolver sistemas de equações lineares, de coeficientes constantes, homogêneos e com valores iniciais. A forma geral desses sistemas é
{\displaystyle {d\mathbf {x}  \over dt}=\mathbb {A} \,\mathbf {x} \qquad \mathbf {x} (0)=\mathbf {x} _{0}}
onde o vetor constante {\displaystyle \mathbf {x} _{0}} dá o valor inicial do vetor {\displaystyle \mathbf {x} }, em {\displaystyle t=0}. 
Vamos encontrar a solução do sistema começando pelo caso mais simples {\displaystyle n=1}, e generalizando o resultado para qualquer {\displaystyle n}. No caso {\displaystyle n=1}, a matriz {\displaystyle \mathbb {A} } e o vetor {\displaystyle \mathbf {x} } têm uma única componente, e o sistema é uma única equação diferencial:
{\displaystyle {dx \over dt}=ax\qquad x(0)=x_{0}}
onde {\displaystyle a} é uma constante real. Já vimos vários métodos para resolver essa equação nos capítulos anteriores. A solução é
{\displaystyle x=x_{0}e^{at}}
A generalização para {\displaystyle n>1} é fácil: substituímos {\displaystyle x} pelo vetor {\displaystyle \mathbf {x} }, e {\displaystyle a} pela matriz {\displaystyle \mathbb {A} }, mas para ser consistentes com a representação de vetores como matrizes de uma coluna, a constante {\displaystyle x_{0}} deverá vir depois e não antes da função exponencial
{\displaystyle \mathbf {x} =e^{\mathbb {A} t}\mathbf {x} _{0}}
Mas o que quer dizer a exponencial de uma matriz? Para o nosso objetivo {\displaystyle \exp(\mathbb {A} t)} deverá ser uma matriz que quando derivada em ordem a {\displaystyle t} dá a mesma matriz multiplicada (à esquerda) por {\displaystyle \mathbb {A} }. 
Partindo da definição do produto entre matrizes e de matrizes por números, podemos definir qualquer função analítica de uma matriz, generalizando a partir da série de McClaurin da função; nomeadamente,
{\displaystyle e^{\mathbb {A} t}=\sum _{n=0}^{\infty }{\frac {(\mathbb {A} t)^{n}}{n!}}=\mathbb {I} +\mathbb {A} +{\frac {t}{2}}\mathbb {A} ^{2}+\ldots }
onde {\displaystyle \mathbb {I} } é a matriz identidade, com 1 na diagonal e zero fora dela; a partir desta definição podemos demonstrar, derivando cada membro na série, que
{\displaystyle {de^{\mathbb {A} t} \over dt}=\mathbb {A} e^{\mathbb {A} t}}
Do ponto de vista prático, a série de McClaurin não é útil para calcular a matriz {\displaystyle \exp(\mathbb {A} t)}, pois inclusivamente o cálculo dos primeiros termos
na série torna-se tedioso. Para calcular a solução do sistema {\displaystyle \exp(\mathbb {A} t)\mathbf {x} _{0}}, calcularemos primeiro um sistema de {\displaystyle n} soluções particulares simples que formam uma base para o espaço vetorial das soluções
{\displaystyle \mathbf {x} } e encontraremos as coordenadas da solução particular nessa base. Antes de abordar o problema são precisas algumas definições.

### Autovetores e autovalores
Dada uma matriz {\displaystyle \mathbb {A} } de dimensões {\displaystyle n\times n}, Qualquer vetor
{\displaystyle \mathbf {v} } de dimensão {\displaystyle n} que verifique a propriedade
{\displaystyle \mathbb {A} \mathbf {v} =\lambda \mathbf {v} }
é designado vetor próprio, onde {\displaystyle \lambda } é um número designado valor próprio. A condição anterior não é trivial; implica que a multiplicação da matriz pelo vetor próprio dá um vetor que é paralelo ao próprio vetor.
Se {\displaystyle \mathbf {v} } for um vetor próprio, qualquer vetor na mesma direção ({\displaystyle c\mathbf {v} }) também será um vetor próprio, correspondente ao mesmo valor próprio; portanto, os vetores próprios correspondentes ao mesmo valor próprio formam um subespaço do espaço dos vetores de dimensão {\displaystyle n}. O vetor nulo, {\displaystyle \mathbf {0} }, obviamente verifica a condição de vetor próprio para qualquer matriz e qualquer valor {\displaystyle \lambda }, mas não o consideraremos entre os vetores próprios. 
Também pode-se mostrar que dois vetores próprios correspondentes a valores próprios diferentes são linearmente independentes. Como o número máximo de vetores linearmente independentes é {\displaystyle n}, o número máximo de valores próprios diferentes também será {\displaystyle n}.
Para encontrar os vetores e valores próprios da matriz {\displaystyle \mathbb {A} }, re-escrevemos a equação numa outra forma
{\displaystyle (\mathbb {A} -\lambda \mathbb {I} )\mathbf {v} =\mathbf {0} }
Este é um sistema de equações lineares, homogéneo. Para que existam soluções diferentes da solução trivial, é necessário que o determinante do sistema homogêneo seja igual a zero
{\displaystyle |\mathbb {A} -\lambda \mathbb {I} |=0}
esta condição é um polinômio de grau {\displaystyle n} polinómio caraterístico da matriz) e poderá ter, no máximo, {\displaystyle n} raízes (valores próprios) diferentes.
No caso de existirem {\displaystyle n} raízes do polinômio caraterístico, reais e diferentes, os vetores próprios correspondentes a cada valor próprio formam subespaços de dimensão 1 (não podem ter dimensão maior), e escolhendo um vetor próprio por cada valor próprio obtemos uma base do espaço de dimensão {\displaystyle n}. Quando existe uma raiz repetida {\displaystyle m} vezes, os vetores próprios correspondentes a esse valor próprio formam um subespaço com dimensão compreendida entre 1 e {\displaystyle m}; se a dimensão for {\displaystyle m}, será ainda possível selecionar {\displaystyle m} vetores próprios linearmente independentes e completar a base de vetores próprios para o espaço todo. Para o nosso objetivo, no caso de valores próprios complexos será ainda possível selecionar um vetor por cada valor próprio, só que os vetores selecionados já não serão vetores próprios.

### Soluções fundamentais
Dado um vetor qualquer {\displaystyle \mathbf {x} _{0}}, o produto {\displaystyle \exp(\mathbb {A} t)\mathbf {x} _{0}} é uma solução particular do sistema
{\displaystyle {d\mathbf {x}  \over dt}=\mathbb {A} \mathbf {x} }
Se {\displaystyle \mathbf {x} _{0}} for um vetor próprio {\displaystyle \mathbf {v} } da matriz {\displaystyle \mathbb {A} }, a
solução particular
{\displaystyle e^{\mathbb {A} t}\mathbf {v} }
designa-se solução fundamental. Dois vetores próprios linearmente independentes dão origem a duas soluções particulares linearmente independentes. Assim, quando existirem {\displaystyle n} vetores próprios linearmente independentes, {\displaystyle \{\mathbf {v} _{1},\mathbf {v} _{2},\ldots ,\mathbf {v} _{n}\}}, as respetivas soluções, {\displaystyle \{\mathbf {x} _{1},\mathbf {x} _{2},\ldots ,\mathbf {x} _{n}\}}, constituirão um conjunto fundamental de soluções, e qualquer outra solução pode ser escrita como combinação linear das soluções fundamentais
{\displaystyle \mathbf {x} =c_{1}\mathbf {x} _{1}+c_{2}\mathbf {x} _{2}+\cdots +c_{n}\mathbf {x} _{n}}
Ou, em forma mais compacta
{\displaystyle \mathbf {x} =\mathbb {X} \,\mathbf {c} }
onde a matriz {\displaystyle \mathbb {X} } define-se como a matriz em que cada coluna é uma das soluções fundamentais {\displaystyle \mathbf {x} _{i}}, e as componentes do vetor {\displaystyle \mathbf {c} } são as constantes {\displaystyle c_{i}}.  As soluções fundamentais {\displaystyle \mathbf {x} _{i}} calculam-se facilmente a partir do seguinte teorema.
- Se {\displaystyle \mathbf {v} } é um vetor próprio da matriz {\displaystyle \mathbb {A} }, correspondente ao valor próprio {\displaystyle \lambda }, então

{\displaystyle e^{\mathbb {A} t}\mathbf {v} =e^{\lambda t}\mathbf {v} }
Demonstração: usando a série de McClaurin da função {\displaystyle \exp(\mathbb {A} t)}, obtemos
{\displaystyle e^{\mathbb {A} t}\mathbf {v} =\sum _{m=0}^{\infty }{\frac {t^{m}}{m!}}\mathbb {A} ^{m}\mathbf {v} }
aplicando {\displaystyle m} vezes à equação que define o vetor próprio, {\displaystyle \mathbb {A} ^{m}\mathbf {v} =\lambda ^{m}\mathbf {v} }
e substituindo na série anterior, chegamos ao resultado
{\displaystyle e^{\mathbb {A} t}\mathbf {v} =\sum _{m=0}^{\infty }{\frac {(\lambda t)^{m}}{m!}}\mathbf {v} =e^{\lambda t}\mathbf {v} \qquad }
O resultado do teorema anterior é importante porque permite substituir uma função matricial {\displaystyle \exp(\mathbb {A} \,t)}, por uma função ordinária {\displaystyle \exp(\lambda t)}; é preciso ter em conta que a dita substituição é apenas possível quando a função estiver a multiplicar a um vetor próprio da matriz {\displaystyle \mathbb {A} }.
As componentes da matriz fundamental do sistema, {\displaystyle \mathbb {X} }, são funções do tempo. No instante {\displaystyle t=0}, a solução deverá ser igual ao vetor de condições iniciais, {\displaystyle \mathbf {x} (0)=\mathbf {x} _{0}}, e cada solução fundamental é igual ao correspondente vetor próprio.
{\displaystyle \mathbf {x} _{i}(0)=e^{0}\mathbf {v} _{i}=\mathbf {v} _{i}}
Substituindo na equação, obtemos um sistema linear de equações algébricas
{\displaystyle \mathbb {V} \mathbf {c} =\mathbf {x} _{0}}
onde a matriz {\displaystyle \mathbb {V} } é a matriz em que cada coluna é um dos vetores próprios {\displaystyle \mathbf {v} _{i}}. A resolução desse sistema permite encontrar as constantes {\displaystyle c_{i}}
{\displaystyle \mathbf {c} =\mathbb {V} ^{-1}\mathbf {x} _{0}}
e a solução da equação é igual a
{\displaystyle \mathbf {x} =\mathbb {X} \,\mathbb {V} ^{-1}\mathbf {x} _{0}}
Comparando as duas últimas equações anteriores, que são duas formas diferentes de escrever a solução particular, válidas para qualquer vetor {\displaystyle \mathbf {x} _{0}}, obtemos um resultado importante
{\displaystyle e^{\mathbb {A} \,t}=\mathbb {X} \,\mathbb {V} ^{-1}}
Esta equação permite calcular a exponencial de qualquer matriz {\displaystyle \mathbb {A} },
a partir dos seus vetores e valores próprios.

### Valores próprios complexos
Quando existem valores próprios complexos, procuramos um vetor próprio
complexo, {\displaystyle \mathbf {w} =\mathbf {a} +\mathrm {i} \mathbf {b} }, e as partes real ({\displaystyle \mathbf {a} }) e imaginária {\displaystyle (\mathbf {b} )} desse vetor serão usados como vetores da base. As correspondentes soluções fundamentais já não serão dadas pelo teorema visto na seção passada, pois os dois vetores não são vetores próprios,
mas como {\displaystyle (\mathbf {a} +\mathrm {i} \mathbf {b} )} sim é vetor próprio, usamos a equação
{\displaystyle e^{\mathbb {A} t}(\mathbf {a} +\mathrm {i} \mathbf {b} )=e^{\lambda t}(\mathbf {a} +\mathrm {i} \mathbf {b} )}
Comparando as partes reais e imaginárias nos dois lados da equação, é possível calcular as duas soluções fundamentais {\displaystyle \exp(\mathbb {A} t)\mathbf {a} } e {\displaystyle \exp(\mathbb {A} t)\mathbf {b} }.

#### Exemplo
Encontre a solução geral do sistema de equações diferenciais {\displaystyle \mathbf {x} '=\mathbb {A} \mathbf {x} }, onde {\displaystyle \mathbb {A} } é a seguinte matriz:
{\displaystyle \mathbb {A} =\left[{\begin{array}{rrr}1&0&-1\\0&2&0\\1&0&1\end{array}}\right]}
O polinômio caraterístico é:
{\displaystyle \left|{\begin{array}{ccc}(1-\lambda )\ &0&-1\\0&(2-\lambda )&0\\1&0&(1-\lambda )\end{array}}\right|=(2-\lambda )[(\lambda -1)^{2}+1]=0}
e, portanto, os valores próprios são
{\displaystyle \lambda _{1}=2\qquad \lambda _{2}=1+\mathrm {i} \qquad \lambda _{3}=1-\mathrm {i} }
um vetor próprio ({\displaystyle \mathbf {v} _{1}}) correspondente a {\displaystyle \lambda _{1}=2}
obtém-se a partir da solução do sistema
{\displaystyle \left[{\begin{array}{rrr}-1&0&-1\\0&0&0\\1&0&-1\end{array}}\right.\left|{\begin{array}{r}0\\0\\0\end{array}}\right]\quad \Longrightarrow \quad \mathbf {v} _{1}=\left[{\begin{array}{r}0\\1\\0\end{array}}\right]}
e a solução particular correspondente a {\displaystyle \mathbf {v} _{1}} é
{\displaystyle e^{\mathbb {A} t}\mathbf {v} _{1}=\left[{\begin{array}{r}0\\e^{2t}\\0\end{array}}\right]}
Outras duas soluções linearmente independentes podem ser obtidas a partir de
{\displaystyle \lambda _{2}} ou {\displaystyle \lambda _{3}}. Para {\displaystyle \lambda _{3}=1-\mathrm {i} }  obtemos:
{\displaystyle \left[{\begin{array}{rrr}\mathrm {i} &0&-1\\0&(1+\mathrm {i} )&0\\1&0&\mathrm {i} \end{array}}\right.\left|{\begin{array}{r}0\\0\\0\end{array}}\right]\quad \Longrightarrow \quad \mathbf {w} =\left[{\begin{array}{r}1\\0\\\mathrm {i} \end{array}}\right]}
A partir de {\displaystyle \mathbf {w} } pode obter-se uma solução particular complexa:
{\displaystyle e^{\mathbb {A} t}\mathbf {w} =e^{(1-\mathrm {i} )t}\left[{\begin{array}{r}1\\0\\\mathrm {i} \end{array}}\right]=e^{t}\left[{\begin{array}{c}\cos t-\mathrm {i} \sin t\\0\\\sin t+\mathrm {i} \cos t\end{array}}\right]}
As partes real e imaginária desta solução são também soluções, e junto com a solução obtida a partir de {\displaystyle \lambda _{1}}, constituem um conjunto fundamental
de soluções do sistema:
{\displaystyle \left[{\begin{array}{r}0\\e^{2t}\\0\end{array}}\right],\quad e^{t}\left[{\begin{array}{c}\cos t\\0\\\sin t\end{array}}\right],\quad e^{t}\left[{\begin{array}{c}-\sin t\\0\\\cos t\end{array}}\right]}
A solução geral do sistema é qualquer combinação linear do conjunto fundamental de soluções:
{\displaystyle \mathbf {x} (t)={\begin{bmatrix}0&e^{t}\cos t&-e^{t}\sin t\\e^{2t}&0&0\\0&e^{t}\sin t&e^{t}\cos t\end{bmatrix}}{\begin{bmatrix}c_{1}\\c_{2}\\c_{3}\end{bmatrix}}}

## Vetores próprios generalizados
Falta-nos considerar o caso em que aparecem raízes do polinômio caraterístico com multiplicidade {\displaystyle m>1}. No caso das raízes não repetidas, o sistema de equações lineares que permitem calcular o vetor próprio correspondente é sempre um sistema com uma variável livre (subespaço de dimensão igual a um) que pode ser arbitrada. No caso da raiz de multiplicidade {\displaystyle m}, o sistema de equações lineares que definem os vetores próprios poderá ter entre uma e {\displaystyle m} variáveis livres. Se existirem {\displaystyle m} variáveis livres, obtêm-se {\displaystyle m} vetores próprios arbitrando valores linearmente independentes
para elas (o mais fácil será usar conjuntos de variáveis onde unicamente uma delas é diferente de zero). Se o sistema tiver menos do que {\displaystyle m} variáveis livres, para completar {\displaystyle m} vetores fundamentais usaremos vetores próprios generalizados.
Um vetor próprio generalizado da matriz {\displaystyle \mathbb {A} }, correspondente ao valor próprio {\displaystyle \lambda } e ao vetor próprio {\displaystyle \mathbf {v} }, é um vetor {\displaystyle \mathbf {u} } que verifica a seguinte condição
{\displaystyle (\mathbb {A} -\lambda \mathbb {I} )\mathbf {u} =\mathbf {v} }
Para construir a solução fundamental correspondente a um vetor próprio generalizado, usa-se o seguinte teorema.
Teorema
- Se {\displaystyle \mathbf {u} } é um vetor próprio generalizado da matriz {\displaystyle \mathbb {A} },

correspondente ao valor próprio {\displaystyle \lambda } e ao vetor próprio {\displaystyle \mathbf {v} }, então 
{\displaystyle e^{\mathbb {A} t}\mathbf {u} =e^{\lambda t}(\mathbf {u} +t\mathbf {v} )}
Demonstração: usando a série de McClaurin de {\displaystyle \exp(\mathbb {A} t)}, 
{\displaystyle e^{\mathbb {A} t}\mathbf {u} =\sum _{m=0}^{\infty }{\frac {t^{m}}{m!}}\mathbb {A} ^{m}\mathbf {u} }
a partir da definição do vetor próprio generalizado, obtemos
{\displaystyle \mathbb {A} \mathbf {u} =\lambda \mathbf {u} +\mathbf {v} }
e multiplicando repetidas vezes pela matriz {\displaystyle \mathbb {A} } vemos que
{\displaystyle \mathbb {A} ^{m}\mathbf {u} =\lambda ^{m}\mathbf {u} +m\lambda ^{m-1}\mathbf {v} }
substituindo na série de McClaurin,
{\displaystyle e^{\mathbb {A} t}\mathbf {u} =\sum _{m=0}^{\infty }{\frac {(\lambda t)^{m}}{m!}}\mathbf {u} +\sum _{m=1}^{\infty }{\frac {t(\lambda t)^{m-1}}{(m-1)!}}\mathbf {v} }
As duas séries dão o resultado que pretendemos encontrar.
O sistema que define os vetores generalizados poderá ter variáveis livres, dando origem a vários vetores próprios generalizados linearmente independentes, ou poderá não ter solução quando não existirem vetores próprios generalizados correspondentes a um determinado vetor próprio. Se depois de procurar vetores próprios generalizados não existirem suficientes vetores
para completar uma base, será preciso procurar vetores próprios generalizados, de segunda ordem, que são vetores próprios generalizados, associados a um outro vetor próprio generalizado.